# Championnat du Vietnam de football 1999-2000
Navigation
Saison précédente Saison suivante
La saison 1999-2000 du Championnat du Viêt Nam de football est la dix-septième édition du championnat de première division au Viêt Nam. Les quatorze meilleurs clubs du pays sont regroupés au sein d'une poule unique où ils s'affrontent deux fois, à domicile et à l'extérieur. En fin de saison, pour permettre le passage du championnat élite de 14 à 10 clubs, les quatre derniers du classement sont relégués et aucun club de deuxième division n'est promu.
C'est le club de Song Lam Nghe An qui remporte la compétition après avoir terminé en tête du classement final, avec un seul point d'avance sur Cong An Ho Chi Minh et six sur Công An Hà Nội. C'est le tout premier titre de champion du Viêt Nam de l'histoire du club.

## Les clubs participants
| - Công An Hà Nội - Thua Thien Hue - Promu de D2 - Cang Sai Gon - Dong Thap FC - Da Nang Club - Promu de D2 - Vinh Long - Promu de D2 - Nam Dinh FC | - Sông Lam Nghệ An - Cong An Hai Phong - The Cong - Lam Dong - Long An Tan An - Khatoco Khánh Hoà FC - Cong An Ho Chi Minh |

## Compétition
Le barème utilisé pour établir les différents classement est le suivant :
- Victoire : 3 points
- Match nul : 1 point
- Défaite : 0 point

### Classement
| Rang | Équipe               | Pts | J  | G  | N  | P  | Bp | Bc | Diff |
| ---- | -------------------- | --- | -- | -- | -- | -- | -- | -- | ---- |
| 1    | Sông Lam Nghệ An     | 43  | 24 | 11 | 10 | 3  | 35 | 20 | +15  |
| 2    | Cong An Ho Chi Minh  | 42  | 24 | 12 | 6  | 6  | 40 | 27 | +13  |
| 3    | Công An Hà Nội       | 37  | 24 | 10 | 7  | 7  | 25 | 22 | +3   |
| 4    | Cang Sai GonC        | 35  | 24 | 9  | 8  | 7  | 38 | 30 | +8   |
| 5    | Dong Thap FC         | 34  | 24 | 9  | 7  | 8  | 27 | 23 | +4   |
| 6    | Nam Dinh FC          | 34  | 24 | 9  | 7  | 8  | 23 | 25 | -2   |
| 7    | Thua Thien HueP      | 32  | 24 | 9  | 5  | 10 | 30 | 29 | +1   |
| 8    | Cong An Hai Phong    | 31  | 24 | 8  | 7  | 9  | 20 | 20 | 0    |
| 9    | Khatoco Khánh Hoà FC | 31  | 24 | 9  | 4  | 11 | 33 | 35 | -2   |
| 10   | The CongT            | 30  | 24 | 7  | 9  | 8  | 27 | 28 | -1   |
| 11   | Da Nang ClubP        | 27  | 24 | 6  | 9  | 9  | 23 | 30 | -7   |
| 12   | Long An Tan An       | 25  | 24 | 6  | 7  | 11 | 27 | 39 | -12  |
| 13   | Lam Dong             | 22  | 24 | 6  | 4  | 14 | 22 | 42 | -20  |
| 14   | Vinh LongP           | 0   | 0  | 0  | 0  | 0  | 0  | 0  | 0    |

|  | Qualification pour la Coupe d'Asie des clubs champions 2000-2001          |
|  | Qualification pour la Coupe des Coupes 2000-2001                          |
|  | Relégation en deuxième division                                           |
|  | T : Tenant du titre C : Vainqueur de la Coupe du Viêt Nam P : Promu de D2 |

- Tous les résultats du club de Vinh Long sont annulés à la suite du forfait du club à partir de la 22e journée.

## Bilan de la saison
| Championnat du Viêt Nam de football 1999-2000                        |                                                 |
| Champion                                                             | Sông Lam Nghệ An (1er titre)                    |
| Coupes et trophées                                                   |                                                 |
| Vainqueur de la Coupe du Viêt Nam 1999-2000                          | Cang Sai Gon                                    |
| Qualifications continentales                                         |                                                 |
| Coupe d'Asie des clubs champions 2000-2001                           | Sông Lam Nghệ An                                |
| Coupe des Coupes 2000-2001                                           | Cang Sai Gon                                    |
| Promotions et relégations                                            |                                                 |
| Promus en V-League                                                   | Aucun (passage du championnat de 14 à 10 clubs) |
| Relégués en Championnat du Viêt Nam de football de deuxième division | Da Nang Club                                    |
| Relégués en Championnat du Viêt Nam de football de deuxième division | Long An Tan An                                  |
| Relégués en Championnat du Viêt Nam de football de deuxième division | Lam Dong                                        |
| Relégués en Championnat du Viêt Nam de football de deuxième division | Vinh Long                                       |